# Metal Improvement Company
Die Metal Improvement Company (kurz: MIC) ist ein Tochterunternehmen der amerikanischen Curtiss-Wright-Corporation und wurde 1946 von einer emigrierten jüdischen Familie in Los Angeles als Werkstatt für die Anwendung des damals neuen Kugelstrahl-Verfahrens gegründet, das aus der Luftfahrtindustrie stammte. Heute betreibt MIC mehr als 70 Niederlassungen weltweit. Die Hauptniederlassung der MIC ist in Paramus, NJ. In Deutschland betreibt das Unternehmen vier Niederlassungen.
MIC bearbeitet Stahl und andere metallische Werkstoffe durch Oberflächenbehandlungen wie Kugelstrahlen, Beschichtung und Wärmebehandlung.